# RENFE 120 sorozat
A RENFE 120 sorozat egy spanyol (1A)(A1)+(1A)(A1)+(1A)(A1)+(1A)(A1) tengelyelrendezésű kétáramnemű (3 kV DC 25 kV 50 Hz AC) nagysebességű villamosmotorvonat-sorozat. Egyaránt képes közlekedni Spanyolországban a normál nyomtávú (1435 mm) AVE hálózaton és a spanyol szélesnyomtávú (1668 mm) hálózaton.
Az Alstom és a CAF gyártotta 2006 és 2010 között. Összesen 57 db készült a sorozatból a RENFE számára. Beceneve: Sepia Az Alvia szolgáltatáshoz használják. Maximum két motorvonat képes egymással szinkronban üzemelni.

## Viszonylatok
A motorvonat az alábbi útvonalakon közlekedik:
- Madrid – Valencia – Castellón
- Madrid – Guadalajara – Irun
- Madrid – Guadalajara – Logroño